# Ковач, Игорь Константинович
Игорь Константинович Ковач (2 ноября 1924 — 24 октября 2003) — советский и украинский композитор. Заслуженный деятель искусств УССР (1975).

## Биография
Родился 12 ноября 1924 в станице Пролетарской, Ростовская область, в семье музыкантов.
Участник Великой Отечественной войны. Начинал творческую карьеру в ТЮЗе и кукольном театре. В 1947—1954 годах работал педагогом музыкальной школы и музыкального училища в Ялте. В 1959 году с отличием окончил Харьковскую консерваторию по классу композиции В. Барабашова и по классу инструментоведения В. Борисова. С 1959 года — преподаватель, доцент (1977), профессор (1982), заведующий кафедры композиции и инструментовки (с 1983) Харьковского института искусств. Вёл курсы сольфеджио, гармонии, чтения партитур, камерный ансамбль. Среди учеников В. Иванов, Н. Стецюн, В. Чепеленко. Член КПСС с 1970 года.
Лауреат Международного конкурса композиторов им. Г. Венявского (Познань, 1966), областной комсомольской премии им. А. Г. Зубарева (1968). Заслуженный деятель искусств УССР (1975), член Национального союза композиторов Украины (1960). Награждён орденом Трудового Красного Знамени, орденом Отечественной войны II степени и медалями.
Умер 24 октября 2003 в Харькове.

## Работы
- Опера-балет «Та, що біжить по хвилях» (1986),
- Опера «Блакитні острови» (1993);
- Балеты: «Північна казка» (1977), «Бембі» (1983);
- Музыкальные комедии: «Біля самого синього моря» (1977), «Шлях до серця» (1981), «Фіктивний шлюб» (1989);
- Для симфонического оркестра — 4 симфонии (1965, 1981, 1983, 1984),
- Сюита «Країна Ґренландія» (1994);
- Хоровая музыка на каноничные тексты «Алилуя» (1995);
- Концерты — для скрипки с оркестром (1966), для фортепиано с оркестром (1974), для виолончели с оркестром (1976, 1990), для скрипки и камерного ансамбля (1985), для гобоя и камерного оркестра (1994).